# Самуел Ліно
Самуел Ліно (порт. Samuel Lino; нар. 23 грудня 1999, Санту-Андре) — бразильський футболіст, нападник іспанського клубу «Атлетіко» (Мадрид).
Виступав, зокрема, за клуби «Сан-Бернарду» та «Жил Вісенте».

## Ігрова кар'єра
Народився 23 грудня 1999 року в місті Санту-Андре. Вихованець юнацьких команд футбольних клубів «Сан-Бернарду» та «Фламенгу».
21 травня 2017 року дебютував у складі команди «Сан-Бернарду», в якій провів два сезони, взявши участь в одному матчі чемпіонату.
У 2018 році на правах оренди захищав кольори «Фламенгу», а у липні того ж року повернувся до «Сан-Бернарду» за який відіграв 6 матчів.
30 червня 2019 року Ліно переїхав за кордон і підписав контракт з португальським клубом «Жіл Вісенте». 3 серпня дебютував у складі в переможній грі 3–2 над «Авешом».
2 лютого 2020 року Ліно відзначився голом у грі в який його команда зазнала поразки з рахунком 5–1 від «Морейренсі». 29 липня 2020 року нападник продовжив дію контракту до 2024 року.
У сезоні 2021–22 Самуел забив 12 голів, допомігши «Жіл Вісенте» посісти п'яте місце та потрапити у кваліфікацію до Ліги конференцій 2022–23.
8 липня 2022 року Ліно уклав п'ятирічний контракт з клубом «Атлетіко».
28 липня 2022 року приєднався до складу клубу «Валенсія» на правах оренди, терміном на один сезон.

## Статистика виступів

### Статистика клубних виступів
| Команда             | Сезон             | Чемпіонат         | Чемпіонат | Чемпіонат | Ліга штату | Ліга штату | Національний кубок | Національний кубок | Кубок ліги | Кубок ліги | Континентальні кубки | Континентальні кубки | Інші змагання | Інші змагання | Усього | Усього |
| Команда             | Сезон             | Дивізіон          | Ігор      | Голів     | Ігор       | Голів      | Ігор               | Голів              | Ігор       | Голів      | Ігор                 | Голів                | Ігор          | Голів         | Ігор   | Голів  |
| ------------------- | ----------------- | ----------------- | --------- | --------- | ---------- | ---------- | ------------------ | ------------------ | ---------- | ---------- | -------------------- | -------------------- | ------------- | ------------- | ------ | ------ |
| «Сан-Бернарду»      | 2017              | Серія D           | 1         | 0         | 0          | 0          | —                  | —                  | —          | —          | —                    | —                    | 0             | 0             | 1      | 0      |
| «Сан-Бернарду»      | 2018              | Пауліста A2       | —         | —         | 0          | 0          | —                  | —                  | —          | —          | —                    | —                    | 17            | 4             | 17     | 4      |
| «Сан-Бернарду»      | 2019              | Пауліста A2       | —         | —         | 5          | 0          | —                  | —                  | —          | —          | —                    | —                    | —             | —             | 5      | 0      |
| «Сан-Бернарду»      | Разом             | Разом             | 1         | 0         | 5          | 0          | —                  | —                  | —          | —          | —                    | —                    | 17            | 4             | 23     | 4      |
| «Жіл Вісенте»       | 2019–20           | Прімейра-Ліга     | 20        | 2         | —          | —          | 2                  | 0                  | 4          | 0          | —                    | —                    | —             | —             | 26     | 2      |
| «Жіл Вісенте»       | 2020–21           | Прімейра-Ліга     | 33        | 9         | —          | —          | 4                  | 2                  | 0          | 0          | —                    | —                    | —             | —             | 37     | 11     |
| «Жіл Вісенте»       | 2021–22           | Прімейра-Ліга     | 34        | 12        | —          | —          | 2                  | 2                  | 2          | 0          | —                    | —                    | —             | —             | 38     | 14     |
| «Жіл Вісенте»       | Разом             | Разом             | 87        | 23        | —          | —          | 8                  | 4                  | 6          | 0          | —                    | —                    | —             | —             | 101    | 27     |
| «Атлетіко» (Мадрид) | 2022–23           | Ла-Ліга           | 0         | 0         | —          | —          | 0                  | 0                  | —          | —          | 0                    | 0                    | —             | —             | 0      | 0      |
| «Атлетіко» (Мадрид) | 2023–24           | Ла-Ліга           | 34        | 4         | —          | —          | 4                  | 1                  | —          | —          | 7                    | 3                    | 1             | 0             | 46     | 8      |
| «Атлетіко» (Мадрид) | 2024–25           | Ла-Ліга           | 7         | 0         | —          | —          | 0                  | 0                  | —          | —          | 2                    | 0                    | 0             | 0             | 9      | 0      |
| «Атлетіко» (Мадрид) | Разом             | Разом             | 41        | 4         | —          | —          | 4                  | 1                  | —          | —          | 9                    | 3                    | 1             | 0             | 55     | 8      |
| «Валенсія» (оренда) | 2022–23           | Ла-Ліга           | 38        | 6         | —          | —          | 2                  | 1                  | —          | —          | —                    | —                    | 1             | 1             | 41     | 8      |
| Усього за кар'єру   | Усього за кар'єру | Усього за кар'єру | 167       | 33        | 5          | 0          | 14                 | 6                  | 6          | 0          | 9                    | 3                    | 19            | 5             | 220    | 47     |